# Роблокс
„Roblox“ е масивна мултиплейър платформа за онлайн игри и за създаване на игри, която позволява на потребителите да създават свои собствени игри и да играят голямо разнообразие от различни видове игри, създадени от други потребители. Платформата е домакин на създадени от потребители игри и виртуални светове, обхващащи разнообразие от жанрове, от традиционните състезателни и ролеви игри до симулации и курсове с препятствия.
Към август 2019 г. Roblox има над 100 милиона активни потребители месечно.

## Преглед
Roblox е платформа за създаване и играене на игри, която позволява на играчите да създават свои собствени игри, използвайки Roblox Studio. Игрите са кодирани по обектно-ориентирана система за програмиране, използваща програмния език Lua за изграждане на средата на играта. Потребителите могат да създават закупимо съдържание чрез еднократни покупки, както и микротрансакции чрез продукти за разработчици. Разработчиците на сайта обменят Robux, спечелени от различни продукти от своите игри в реална световна валута чрез системата Developer Exchange. Процент от приходите от покупки се разделя между разработчика и Roblox. (Взимат се 30% от това което е платено)
Roblox позволява на играчите да купуват, продават и създават виртуални елементи. Дрехите могат да бъдат закупени от всеки, но само играчи с премиум членство могат да ги продават. Само администраторите на Roblox (и то не всички) могат да продават аксесоари, части на каросерията, съоръжения и пакети под официалния потребителски акаунт на Roblox който е официален акаунт. Елементи с ограничен статус на изданието могат да бъдат търгувани между или продадени само от потребители със статут на премиум членство.
Robux е виртуалната валута в Roblox, която позволява на играчите да купуват различни предмети. Играчите могат да получат Robux чрез покупки в реалния живот, друг играч, който купува своите артикули, или като печелят ежемесечно Robux с членството Premium. (което е платено също)

### Събития
Понякога „Roblox“ е домакин на реални и виртуални събития. Едно такова събитие е тяхната конференция за разработчици. Те провеждат виртуални събития за лов на великденски яйца годишно и преди това са били домакини на събития като BloxCon, което е конференция за играчи от всички възрасти.

#### Конференция за разработчици
Roblox ежегодно е домакин на своята конференция за разработчици на Roblox, тридневно събитие само за покани в Сан Франциско, където създателите на най-високо съдържание на сайта научават за предстоящите промени в платформата. Roblox също е бил домакин на подобни събития в Лондон и Амстердам.

## Развитие
Бета версията на „Roblox“ е създадена от Давид Базуски и Ерик Касел в 2004 г. под името „DynaBlocks“. Давид в същата година започва да тества демо версии. През 2005 г. компанията променя името си на „Roblox“ и официално стартира на 1 септември 2006 г.

## Прием и приходи
По време на конференцията за разработчици на Roblox за 2017 г. служители заявяват, че създателите на платформата за игри (около 1.7 милиона) колективно спечелили поне 30 милиона долара през 2017 г. Разработчик покрива бакалавърското си образование в университета Дюк, използвайки средства от неговото създаване.
Jailbreak е една от най-популярните игри на сайта към 2018 – 2019 г., натрупвайки десетки хиляди едновременно играчи на височината си. Jailbreak е включен в Roblox ' готов Player Един събитие, базирани около освобождаването на филма.

## Линия на играчките
През януари 2017 г. „Jazwares“, производител на играчки, си партнира с корпорацията „Roblox“, за да произвежда минифигури за играчки въз основа на генерирано от потребители съдържание, създадено от големи разработчици на платформата. Минифигурите имат крайници и стави, подобни на тези на Lego minifigures. Минифигурите също имат крайници и аксесоари, които са взаимозаменяеми. Всички набори включват код, който може да се използва за осребряване на виртуални елементи. Има и кутии, които съдържат произволни минифигурки и имат шанс да съдържат мистериозна фигура.

## Награди и признание
„Roblox“ получава следните оценки:
- Inc. 5000 Списък на най-бързо развиващите се частни компании в Америка (2016, 2017)[23][24]
- Асоциация за икономическо развитие на окръг Сан Матео (SAMCEDA) (2017)[25]
- Наградата за технологии и иновации в Сан Франциско Business Times – Gaming / eSports (2017)[9]